# Geotermisk kraftværk
Geotermiske kraftværker benytter geotermisk energi (varme i undergrunden) til at skabe strøm og evt. fjernvarme.
Kraftværket henter varmt vand i undergrunden, der opvarmes fra jordens indre, og benytter energien i dette til at drive turbiner, der producerer strøm – som i andre kraftværker.
Island er et af de steder i verden med den største udnyttelse af geotermisk energi, men alligevel anslås det, at kun 1,5 % af Islands energi udnyttes. I dag er Islands strømkrav opfyldt, men der arbejdes med planer om i fremtiden at kunne producere strøm på island og sælge den til Europa. Problemet er, at dette kræver store kabler på havbunden fra Island til Skotland eller nye teknologier for energilagring til transport f.eks. brint eller i en fjern fremtid antistof. Island vil kunne producere 2 millioner GWh om året – til sammenligning bruges 32.000 GWh i Danmark om året. Problemet er, at omkostningerne forbundet med et sådant projekt vil overstige det islandske nationalprodukt.
Pga. den lave temperatur i dansk undergrund findes der ikke geotermiske kraftværker i Danmark, da effektiviteten i en termodynamisk kredsproces er for lav til mekanisk arbejde. Men Danmark har tre geotermiske varmeværker: et i Thisted, Sønderborg og en boring ved Amagerværkets blok 2.
For at det kan lade sig gøre at pumpe varmt vand gennem undergrunden, skal denne være porøs, så vandet kan ledes igennem, fra den ene boring til den anden. Derfor er det typisk områder, som består af sandsten, man er på jagt efter.
En anden detajle er, at man skal skal ret dybt ned, hvis man vil have kogende vand (damp), som kan drive en turbine, dette er ideelt da man på denne måde kan få både el og fjernvarme fra systemet.
Tommelfingerreglen siger, cirka 30 grader for hver kilometer. Så man skal ned i omkring 3,5-4 kilometers dybde for at kunne få damp.
Det er en ganske stor udfordring at få placeret brøndene i denne forholdsvis store dybde, men det kan faktisk lade sig gøre med det selv samme udstyr, som i dag bruges til olieboringer i eksempelvis Nordsøen.